# Zarinsk
Zarinsk - Заринск (rus) - és una ciutat del krai de l'Altai, a Rússia.

## Geografia
Zarinsk es troba a la vora del riu Txumix, a 89 km al nord-est de Barnaül, a 142 km a l'oest de Novokuznetsk i a 2.993 km a l'est de Moscou.

## Història
La primera menció d'un establiment de la vila actual es remunta al 1748. El 1952 s'hi construí l'estació de tren i la vila rebé l'estatus de ciutat el 1979.